# Уиллис, Маркус
Маркус Уиллис (англ. Marcus Willis; род. 9 октября 1990, Слау, Беркшир) — британский теннисист. Четвертьфиналист одного турнира Большого шлема в смешанном парном разряде (Уимблдон-2024); победитель восьми турниров ATP Challenger в парном разряде; и победитель 46 турниров ITF (из них девять — в одиночном разряде).

## Общая информация
Родился 9 октября 1990 года в Слау, в Англии, в Великобритании.
В ноябре 2016 года женился на соотечественнице Дженнифер Бэйтс, о чём сообщил британский журнал о знаменитостях Hello! Magazine.
А уже в конце марта 2017 году у пары родила дочь, которую назвали Марта Мэй.
Кроме профессиональной игры в теннис, также является тренером и инструктором по теннису юниоров в Европе.
В марте 2021 года 30-летний Уиллис объявил об окончании профессиональной спортивной карьеры, и начал работать на стройке в фирме своего родственника. Но через какое-то время он возобновил спортивную карьеру, продолжая играть в турнирах парного разряда.

## Спортивная карьера
В 2009—2024 годах стал победителем восьми турниров серии «челленджер» и тридцати семи турниров серии «фьючерс» в парном разряде.
И в 2013—2016 годах стал победителем ещё девяти турниров серии «фьючерс» в одиночном разряде.
В конце июня 2016 года пробившись через квалификацию вышел в основную сетку одиночного разряда Уимблдонского турнира, где он в первом круге за три сета победил опытного литовца Ричардаса Беранкиса, но во втором круге в трёх сетах проиграл знаменитому швейцарцу Роджеру Федереру.
В начале июля 2017 года получил уайлд-кард в основную сетку парного разряда Уимблдонского турнира вместе с соотечественником Джеем Кларком, где они во втором круге за пять сетов победили прошлогодних чемпионом Уимблдона-2016 — французскую пару Пьер-Юг Эрбер и Николя Маю, но в третьем круге в трёх сетах проиграли паре Мате Павич и Оливер Марах со счётом 3-6, 4-6, 6-7(3).

### 2024
В феврале 2024 года вместе со своим соотечественником Скоттом Данканом стал победителем парного турнира категории ATP Challenger в Глазго (Шотландия), где они в финале победили британскую пару Кайл Эдмунд и Генри Серл со счётом 6-3, 6-2.
В начале июля 2024 года на Уимблдонском турнире в смешанном парном разряде вместе с соотечественницей Алисией Барнетт дошёл до четвертьфинала соревнований, где они проиграли мексиканской паре Гильяна Ольмос и Сантьяго Гонсалес, — которые в итоге стали финалистами этого турнира.